# Castianeira dubia (Pickard-Cambridge)
Castianeira dubia là một loài nhện trong họ Corinnidae.
Loài này thuộc chi Castianeira. Castianeira dubia được Octavius Pickard-Cambridge miêu tả năm 1898.

## Zie ook
- Castianeira dubia (Mello-Leitão)